# Roberto Miña
Roberto Javier Miña (Guayaquil, 7 november 1984) is een voormalig professioneel voetballer afkomstig uit Ecuador. Hij speelde onder meer voor FC Dallas.

## Clubcarrière
Voordat Miña in 2005 naar FC Dallas kwam, speelde hij in Ecuador voor Club Sport Emelec, Deportivo Quevedo, Liga Deportiva Universitaria en Club Deportivo El Nacional, en voor Club Atlético Huracán in Argentinië. Hij scoorde in zijn eerste seizoen voor FC Dallas zeven keer. Hij miste een groot deel van 2006 door een blessure aan zijn knie. Daardoor speelde hij maar 16 keer, waarin hij negen keer in de basis begon en drie keer scoorde. Vanwege een knieblessure die het hele seizoen zou duren werd zijn contract bij FC Dallas niet verlengd.

## Interlandcarrière
Miña speelde twaalf interlands voor Ecuador. Hij maakte zijn debuut op 9 februari 2003 in een vriendschappelijke wedstrijd in Guayaquil tegen Estland, die met 1-0 werd gewonnen dankzij een rake strafschop van Iván Hurtado in de 89ste minuut. Miña trad in dat duel na rust aan als vervanger van aanvaller Nicolás Asencio.